# تومي بيل (لاعب كرة قدم)
تومي بيل (بالإنجليزية: Tommy Bell)‏ (30 ديسمبر 1923 بأولدهام في المملكة المتحدة - 21 نوفمبر 1988 بشاديوتين في المملكة المتحدة) هو لاعب كرة قدم بريطاني (وحمل سابقاً جنسية المملكة المتحدة لبريطانيا العظمى وأيرلندا) في مركز الدفاع. لعب مع أولدهام أثلتيك وستوكبورت كونتي ونادي هاليفاكس تاون وأشتون يونايتد ونادي تشورلي وMossley A.F.C. ‏ وGlossop North End A.F.C. ‏.